# 한화갤러리아타임월드
한화갤러리아타임월드(영어: Hanwha Galleria Timeworld Co., Ltd.)는 한화그룹에 속해있는 대한민국의 백화점이다.
1979년 5월 30일 '㈜국종산업사'로 설립, 같은 해 9월 30일 '동양흥업㈜'로 상호를 변경하였다. 1980년 11월 27일 대전광역시 중구에 동양백화점(본점)을 개점하였고, 1986년 1월 22일 '㈜동양백화점'으로 상호를 변경하였다.
2000년 1월 6일 최대주주가 ㈜한화유통으로 변경되며, 같은 해 3월 2일 대규모기업집단 한화그룹에 속하게 되었으며, 2007년 1월 4일에 '㈜한화타임월드'로 상호 변경하였다.
2014년 6월 9일 다시 '(주)한화갤러리아타임월드'로 상호를 변경하고, 같은 달 28일 '갤러리아면세점'을 열었다.
2015년 12월에는 서울 여의도에 시내 면세점을 오픈하였다. 2018년 2월 제주공항 면세점을 영업종료하고 2019년 9월 서울 여의도 시내면세점을 영업종료하였다. 2020년 4월 (주)한화갤러리아의 완전 자회사가 되어 자동상장폐지 사유를 충족함으로써 유가증권시장에서 상장폐지되었다.

## 백화점
1995년 12월 5일 동양백화점 동양패션몰 중앙점을 개점하였으나, 1999년 7월 6일 휴업하였고 1999년 9월 30일 폐점하였다.
1997년 9월 5일 대전광역시 서구 둔산동에 동양백화점 둔산점 타임월드를 개점하여 직영으로 운영하고 있다. 2000년 1월 11일 동양백화점 타임월드로 영업 상호를 변경하였으며, 한화그룹에 인수된 후 '갤러리아 타임월드'로 상표 변경하였다.
동양백화점을 2000년 1월 11일 '동양백화점 갤러리아 동백점'으로 상호를 바꾸었고, 한화그룹에 인수된뒤 '갤러리아 동백점'으로 상표 변경과 함께 운영주체가 ㈜한화갤러리아에 임대 방식으로 변경되었다. 갤러리아 동백점은 2013년 7월 ㈜이랜드리테일에 400억원에 매각하는 계약을 체결 후 12월 29일 영업 종료, 12월 31일 이랜드리테일에 매각되었다.